# Dageløkke
Dageløkke (også Dagelykke) er en landsby i Asminderød Sogn (senere Humlebæk Sogn), Lynge-Kronborg Herred, Frederiksborg Amt, til 1970 Asminderød-Grønholt Kommune, fra 1970 til 2006 i Fredensborg-Humlebæk Kommune, siden 2006 i Fredensborg Kommune.

## Historie
Dageløkke var fra middelalderen en landsby. I 1682 talte landsbyen 8 gårde og 5 huse uden jord. Det samlede dyrkede areal udgjorde 226,8 tønder land skyldsat til 61,00 tdr hartkorn. Dyrkningsformen var trevangsbrug.